# هريدالن
هارجلدان (بالسويدية: Härjedalen) وهي محافظة سويدية تحدها محافظات دالارنا وهالسنغلاند وميديلباد وجامتلاند ومن الغرب تحدها دولة النرويج، حتى عام 1645 كانت هذه المحافظة تابعة للنرويج وكانت تسمى برومسبيرو، تبلغ مساحة هذه المحافظة 11405 كيلومتر مربع ويبلغ عدد سكان هذه المحافظة 10028 نسمة والكثافة السكانية لها 0.88 نسمة في الكيلو متر المربع الواحد وتعد هذه المقاطعة من أقل المقاطعات في السكان.